# 2018 у Миколаєві
| Роки в Миколаєві ← • 2001 • 2002 • 2003 • 2004 • 2005 • 2006 • 2007 • 2008 • 2009 • 2010 • 2011 • 2012 • 2013 • 2014 • 2015 • 2016 • 2017 • 2018 • 2019 • 2020 • 2021 • 2022 • 2023 • 2024 → |

2018 у Миколаєві — список важливих подій, що відбулись у 2018 році в Миколаєві. Також подано перелік відомих осіб, пов'язаних з містом, що померли цього року. З часом буде додано відомих миколаївців, що народилися у 2018 році.

## Населення
Чисельність наявного населення Миколаєва на 1 січня 2018 року склала 486,3 тис. осіб, що на 4,4 тис. осіб менше ніж 2017 (490,7).

## Події
- 18 лютого миколаївський спортсмен Олександр Абраменко став олімпійським чемпіоном, здобувши для України єдину нагороду зимових Олімпійських ігор 2018.
- 25 червня утворений Миколаївський апеляційний суд.

## Пам'ятки
- 7 вересня, відбулося урочисте відкриття меморіальних дощок на честь народних художників України Михайла Ряснянського і Миколи Бережного, які стояли біля витоків Миколаївської обласної організації Національної спілки художників України. Пам'ятний знак встановили на фасаді Будинку художників, де працювали митці[3].

## Особи

### Очільники
- 16 березня Центральний суд Миколаєва визнав недійсним рішення Миколаївської міської ради від 5 жовтня 2017 року про відсторонення від посади мера Олександра Сєнкевича [4]. Тоді депутати Миколаївської міської ради визнали незадовільною роботу мера міста і висловили йому недовіру[5]. 9 жовтня рішення було підписане і вступило в силу. З того часу обов'язки мера виконувала секретар міської ради Тетяна Казакова.

### Городянин рокуі «Людина року»
Переможці не визначалися.

### Померли
- Волошин Владислав Валерійович (27 грудня 1988, Луганськ — 18 березня 2018, м. Миколаїв) — військовий льотчик Повітряних сил Збройних сил України (2010 — січень 2017), майор запасу. Учасник бойових дій на сході України, здійснив 33 бойових вильоти. З грудня 2017 — в. о. генерального директора КП «Миколаївський міжнародний аеропорт».
- Горбачов Віктор Сергійович (23 січня 1961, Совєтська Гавань, Хабаровський край — 30 липня 2018, Миколаїв) — український політик, народний депутат України.
- Іванюк Сергій Семенович (8 січня 1952, Миколаїв — 26 квітня 2018, Київ) — український письменник, літературознавець, журналіст, критик і перекладач, кандидат філологічних наук, один із відроджувачів і ректор Національного університету «Києво-Могилянська академія», доцент кафедри літературознавства.
- Луста Володимир Вікторович (8 січня 1961, місто Снігурівка Миколаївської області — 6 лютого 2018, село Партизанське Вітовського району Миколаївської області) — український діяч, колишній голова Миколаївської обласної ради (2015 р.).
- Норов Анатолій Михайлович (9 квітня 1937, Миколаїв, СРСР — 26 серпня 2018) — радянський футболіст, захисник та тренер, який провів 277 ігор за миколаївський Суднобудівник, забив 24 голи, тренер миколаївського «Суднобудівника».
- Овдієнко Ігор Миколайович (21 жовтня 1937, Керч — 8 травня 2018) — український кораблебудівник, господарський та партійний функціонер. Член Академії наук суднобудування України, член Академії інженерних наук України, член Академії наук технологічної кібернетики України, депутат Миколаївської міської ради ХІХ скликання, депутат Миколаївської обласної ради ХХ, ХХІ, ХХІІ скликань та V скликання (2006—2011 рр.), генеральний директор ДП «Суднобудівний завод імені 61 комунара» (1986—1994 рр.), генеральний директор Чорноморського суднобудівного заводу (1994—1996 рр.).
- Романов Віктор Іванович (14 вересня 1928, село Кологрієво, тепер Ардатовського району Нижньогородської області — 16 серпня 2018) — український радянський діяч, начальник — головний конструктор союзного проектного бюро «Машпроект» у місті Миколаєві.
- Сизоненко Олександр Олександрович (20 вересня 1923, с. Новоолександрівка, Баштанського району Миколаївської області — 13 вересня 2018) — український письменник, прозаїк, публіцист, есеїст, кіносценарист.
- Сілецький Валерій Петрович (12 січня 1942, Кіровоградська область, УРСР — 4 квітня 2018) — радянський український футболіст, півзахисник, який провів 303 гри за миколаївський Суднобудівник, забив 57 голів.
- Хижняк Григорій Миколайович (16 липня 1974, Миколаїв, УРСР — 5 жовтня 2018, Київ) — український баскетболіст, тренер.
- Шитюк Микола Миколайович (30 листопада 1953, с. Лиса Гора Первомайського району Миколаївської області — 1 вересня 2018, Миколаїв) — академік Української академії історичних наук, доктор історичних наук, професор, заслужений діяч науки і техніки України.